# 205. Infanterie-Division (Deutsches Kaiserreich)
Die 205. Infanterie-Division war ein Großverband der Preußischen Armee im Ersten Weltkrieg.

## Geschichte
Die Division wurde am 11. November 1916 gebildet und ausschließlich an der Ostfront eingesetzt. Nach dem dortigen Waffenstillstand verblieb sie bis Mitte Februar 1919 in Livland und Estland.

### Gefechtskalender

#### 1916
- 15. November bis 26. Dezember – Reserve der Heeresgruppe Eichhorn
- ab 26. Dezember – Stellungskämpfe zwischen Krewo-Smorgon-Naretschsee-Tweretsch

#### 1917
- bis 2. April – Stellungskämpfe zwischen Krewo-Smorgon-Naretschsee-Tweretsch
  - 23. Januar bis 3. Februar – Winterschlacht an der Aa
- 02. April bis 31. August – Stellungskämpfe vor Riga
- 01. bis 5. September – Schlacht um Riga
  - 4. September – Einnahme von Dünamünde
- 06. September bis 5. Dezember – Stellungskämpfe nördlich der Düna
- 06. bis 17. Dezember – Waffenruhe
- ab 17. Dezember – Waffenstillstand

#### 1918
- bis 18. Februar – Waffenstillstand
- 18. Februar bis 4. März – Kämpfe zur Befreiung von Livland und Estland
- 05. März bis 18. November – Besetzung von Livland und Estland als deutsche Polizeimacht
- ab 19. November – Räumung von Livland und Estland

#### 1919
- bis 11. Februar – Räumung von Livland und Estland

## Gliederung

### Kriegsgliederung vom 4. März 1918
- 403. Infanterie-Brigade
  - Infanterie-Regiment Nr. 405
  - Infanterie-Regiment Nr. 407
  - Infanterie-Regiment Nr. 439
  - 2. Eskadron/Königs-Ulanen-Regiment (1. Hannoversches) Nr. 13
  - Feldartillerie-Regiment Nr. 405
- Pionier-Bataillon Nr. 205
- Divisions-Nachrichten-Kommandeur Nr. 205

## Kommandeure
| Dienstgrad                   | Name                         | Datum                               |
| ---------------------------- | ---------------------------- | ----------------------------------- |
| Generalmajor/Generalleutnant | Konrad von Baerenfels-Warnow | 11. November 1916 bis 23. Juni 1918 |
| Generalleutnant              | Frank Hermann Zierold        | 24. Juni bis 22. September 1918     |
| Generalleutnant              | Alfred von Besser            | 23. September bis 18. Dezember 1918 |